# Абдігакін Алі
Абдігакін Абулкадір Алі (швед. Abdihakin Abdulkadir Ali, нар. 22 січня 2002, Стокгольм, Швеція) — шведський футболіст сомалійського походження, півзахисник клубу АІК.

## Ігрова кар'єра
У віці шести років Адбігакін Алі починав займатися футболом в школі столичного клубу «Васалундс». У 2012 році він перейшов до академії іншого клубу зі Стокгольму — АІКа.
Влітку 2021 року футболіст був відправлений в оренду до свого першого клубу «Васалундс». До кінця сезону Алі не провів жодного матчу але в лютому 2022 року півзахисник підписав з клубом трирічний контракт і наступний сезон провів, граючи в третьому дивізіоні чемпіонату Швеції.
Після завршення сезону Алі повернувся до АІКа, з яким підписав новий контракт на чотири роки. 4 червня 2023 року у матчі проти «Кальмара» Абдігакін дебютував у вищому дивізіоні Швеції.